# Bahnstrecke Raucourt–Vendresse
| Preußische T 37 Lokomotive Kattowitz 118 der Oberschlesischen Eisenbahn (Dn2t, 785 mm, O&K, Baujahr 1904–1906) am 29. Mai 1916 im Übergangbahnhof Raucourt Entgleisung der 785-mm-Lok auf dem 800-mm-Gleis |                                  |                        |                        |
| Streckenverlauf, 1910 Fahrplan der Chemins de fer départementaux des Ardennes, Mai 1914 |                                  |                        |                        |
| Streckenlänge: | 15 km                            |                        |                        |
| Spurweite: | Ab 1898: 800 mm Ab 1923: 1000 mm |                        |                        |
| |                                  |                        |                        |
| \| \| \| von Remilly-Aillicourt \| \| \| \| 0 \| Raucourt-et-Flaba \| Raucourt-et-Flaba \| \| \| 5 \| Maisoncelle-et-Villers \| Maisoncelle-et-Villers \| \| \| 9 \| Chémery-sur-Bar \| Chémery-sur-Bar \| \| \| 11 \| Malmy \| Malmy \| \| \| 15 \| Vendresse[3] \| Vendresse[3] \| \| \| \| nach Poix-Terron \| \| \| \| \| nach Châtillon-sur-Bar \| \| |                                  |                        |                        |
| Strecke von rechts (außer Betrieb) |                                  | von Remilly-Aillicourt | von Remilly-Aillicourt |
| Bahnhof (Strecke außer Betrieb) | 0                                | Raucourt-et-Flaba      | Raucourt-et-Flaba      |
| Bahnhof (Strecke außer Betrieb) | 5                                | Maisoncelle-et-Villers | Maisoncelle-et-Villers |
| Bahnhof (Strecke außer Betrieb) | 9                                | Chémery-sur-Bar        | Chémery-sur-Bar        |
| Bahnhof (Strecke außer Betrieb) | 11                               | Malmy                  | Malmy                  |
| Bahnhof (Strecke außer Betrieb) | 15                               | Vendresse              | Vendresse              |
| Abzweig geradeaus und nach rechts (Strecke außer Betrieb) |                                  | nach Poix-Terron       | nach Poix-Terron       |
| Strecke nach links (außer Betrieb) |                                  | nach Châtillon-sur-Bar | nach Châtillon-sur-Bar |

Die Bahnstrecke Raucourt–Vendresse war eine 15 Kilometer lange Strecke im Norden Frankreichs mit einer Spurweite von 800 mm, die von den Chemins de fer départementaux des Ardennes am 5. Juni 1898 in Betrieb genommen, am 21. August 1898 eingeweiht, im Jahr 1923 auf Meterspur umgespurt und bis etwa 1933 betrieben wurde.

## Geschichte
Aufgrund der während des Deutsch-Französischen Kriegs von 1870 bis 1871 gemachten Erfahrungen, wurde Strecke auf Drängen des französischen Militärs aus strategischen Gründen mit einer Spurweite von 800 mm gebaut, um ihre Nutzung durch eine feindliche Armee im Falle einer weiteren Invasion zu erschweren. Auch nachdem das Verbot der Verwendung der Meterspur aufgehoben worden war und die meisten Strecken der Betreibergesellschaft auf Meterspur umgespurt wurden, wurde die ungewöhnliche Spurweite weiterhin beibehalten, da man der Meinung war, dass die ungewöhnliche Spurweite von 800 mm die deutsche Nutzung des Systems verhindern würde. Offensichtlich wurde dabei nicht berücksichtigt, dass die Spurweite von 785 mm der von der Oberschlesische Eisenbahn (OSE) betriebenen Oberschlesischen Schmalspurbahn nur um 15 mm abwich. Daher konnten während des Ersten Weltkriegs deren Lokomotiven und Wagen auf der Strecke eingesetzt werden, da die Laufflächen dieser Fahrzeuge breit genug waren, um sie auf der 15 mm breiteren Spurweite zu betreiben. Obwohl die größere Gierbewegung bei entsprechend reduzierter Geschwindigkeit prinzipiell tolerierbar war, kam es gelegentlich zu Entgleisungen.

## Bahnhöfe

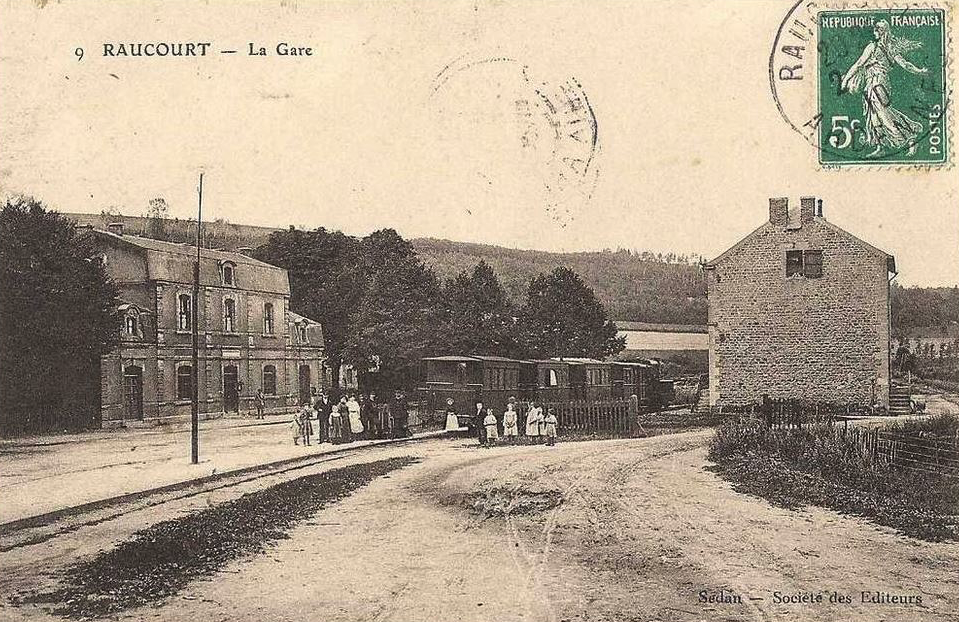
Raucourt
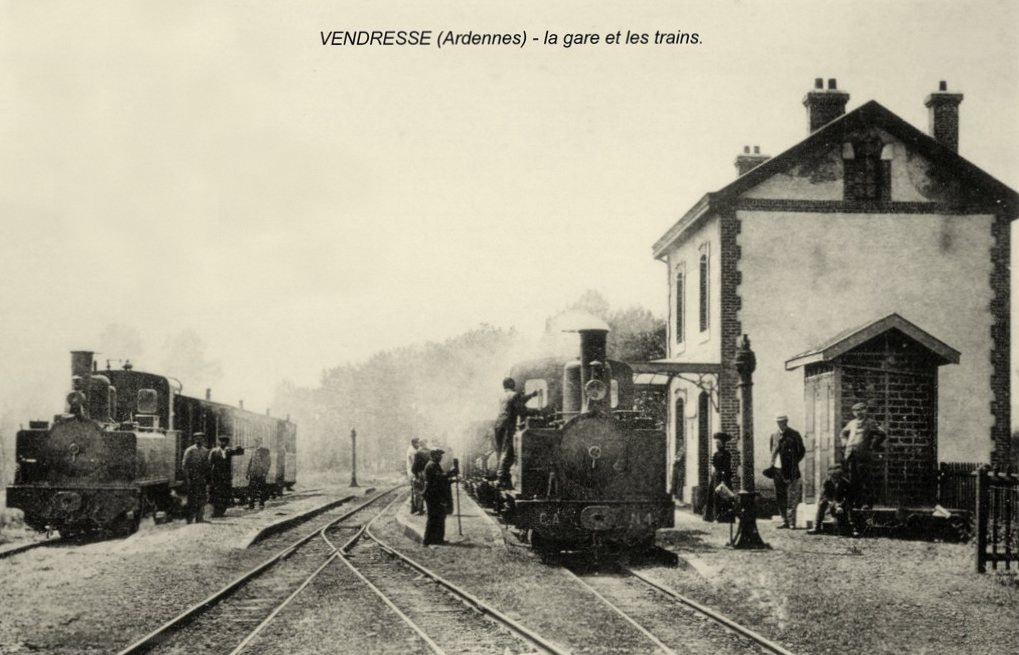
Vendresse